# Каліш-Поморський (гміна)
Гміна Каліш-Поморський (пол. Gmina Kalisz Pomorski) — місько-сільська гміна у північно-західній Польщі. Належить до Дравського повіту Західнопоморського воєводства.
Станом на 31 грудня 2011 у гміні проживало 7356 осіб.

## Територія
Згідно з даними за 2007 рік площа гміни становила 480.53 км², у тому числі:
- орні землі: 20.00%
- ліси: 59.00%

Таким чином, площа гміни становить 27.12% площі повіту.

## Населення
Станом на 31 грудня 2011:
| Опис     | Загалом | Загалом | Чоловіки | Чоловіки | Жінки | Жінки |
| -------- | ------- | ------- | -------- | -------- | ----- | ----- |
| одиниця  | осіб    | %       | осіб     | %        | осіб  | %     |
| все      | 7356    | 100     | 3619     | 49.20    | 3737  | 50.80 |
| міське   | 4320    | 100     | 2064     | 47.78    | 2256  | 52.22 |
| сільське | 3036    | 100     | 1555     | 51.22    | 1481  | 48.78 |

## Сусідні гміни
Гміна Каліш-Поморський межує з такими гмінами: Вешхово, Добжани, Дравно, Дравсько-Поморське, Злоценець, Інсько, Мірославець, Реч, Тучно.